# Peter II van Joegoslavië
Peter II Karađorđević (Servisch: Петар II Карађорђевић) (Belgrado, 6 september 1923 — Los Angeles (Californië), 3 november 1970) was van 1934 tot 1945 de laatste koning van Joegoslavië. Hij was de zoon van koning Alexander I en prinses Marie, dochter van Ferdinand I van Roemenië. Hij behoorde tot het huis Karađorđević. Zijn peetoom was George VI van het Verenigd Koninkrijk. Deze redde Peters leven door hem uit de doopvont te halen waarin de patriarch hem bij de plechtigheid had laten vallen.
Peter ging als kind naar school in Engeland, maar nadat zijn vader op 9 oktober 1934 in Marseille was doodgeschoten keerde hij terug om hem op te volgen. Aangezien hij echter pas elf jaar oud was werd prins Paul, een neef van zijn vader, als regent aangewezen. Paul was een tegenstander van de dictatuur van koning Alexander en het viel te verwachten dat hij de democratie in het land zou herstellen.
Gezien de algehele toestand van Europa liep het echter anders, want op 25 maart 1941 sloot hij onder immense druk een pact met nazi-Duitsland. Het volk kwam in opstand en twee dagen later werd Paul met Engelse hulp afgezet. De 17-jarige Peter II werd nu koning, maar zou er niet lang plezier van hebben. Een week later viel Duitsland zonder oorlogsverklaring binnen. Het Joegoslavische leger was op de invasie totaal onvoorbereid en binnen elf dagen was het land bezet. De jonge koning vocht dapper, maar moest vluchten.
Hij ging met de regering in ballingschap in Caïro, maar gaf er al snel de brui aan, om internationaal recht te gaan studeren aan de Universiteit van Cambridge. Josip Broz Tito vormde in 1943 in Joegoslavië een tegenregering. Peter weigerde deze te erkennen. De kans ooit terug te keren op de troon werd steeds kleiner. Peter en Tito kwamen overeen dat na de oorlog over de staatsvorm zou worden beslist. In de eerste verkiezingen na de oorlog wonnen de communisten en op 29 november 1945 werd de republiek uitgeroepen.
Peter II heeft nooit troonsafstand gedaan. Hij ging met zijn gemalin Alexandra, dochter van Alexander I van Griekenland, met wie hij in 1944 was getrouwd, in Londen wonen. Aldaar werd in 1945 kroonprins Alexander geboren. Zijn laatste levensjaren bracht Peter II door in de Verenigde Staten. Hij stierf op 2 november 1970 in Los Angeles en werd begraven in het Klooster Heilige Sava in Libertyville. Hij is de enige voormalige Europese monarch die op Amerikaanse bodem begraven werd.
Op 22 januari 2013 werd zijn lichaam met militaire eer overgebracht naar Belgrado, vanwaar het naar de kapel van het voormalige koninklijk paleis in Dedinje werd gebracht. Op 26 mei 2013 volgde een staatsbegrafenis in de Sint-Joriskerk van Oplenac. Hier werd hij, samen met de lichamen van zijn moeder, echtgenote en zijn broer André, bijgezet in het koninklijke mausoleum.

## Wetenswaardigheden
De koninklijke familie claimt dat bij Peters dood zijn zoon Alexander automatisch koning Alexander II werd. Hij voert de koningstitel echter niet.
- Bibliothèque nationale de France: cb145480230 (data)
- Gemeinsame Normdatei: 119072351
- International Standard Name Identifier: 0000 0000 7993 5706
- Library of Congress Control Number: no92018737
- National Archives and Records Administration: 10575340
- Nationale Bibliotheek van Tsjechië: jx20060627002
- Nationale Bibliotheek van Polen: a0000003550702
- Nationale en Universitaire bibliotheek Zagreb: 000008847
- Nederlandse Thesaurus van Auteursnamen: 113858280
- Réseau des bibliothèques de Suisse occidentale: 02-A009257201
- Istituto Centrale per il Catalogo Unico: RT1V048211
- Système universitaire de documentation: 156241641
- Virtual International Authority File: 45103638
- WorldCat: E39PBJbM3hHXPypCvc4bbTJdQq